# Hestiasula basinigra
Hestiasula basinigra är en bönsyrseart som beskrevs av Zhang 1992. Hestiasula basinigra ingår i släktet Hestiasula och familjen Hymenopodidae. Inga underarter finns listade i Catalogue of Life.